# 王林 (作家)
王 林（1908年 - 1984年）は、中華人民共和国の現代作家。河北省衡水市出身。旧名は王 弢
1925年から北京の中学校で学んだ後、1930年に中国共産党青年団に加入。学生運動に参加し逮捕。同年に青島大学外国語学科に入学。1931年、中国共産党に加入し、青島大学の地下党支部書記に就任。盧溝橋事件後、王林は抗日運動に復帰し、冀中（河北省中部）にて呂正操率いる冀中人民自衛軍に加わった。
1942年、日本軍は冀中地方に対する掃討活動「冀中五一戦役」を開始。王林は当時、冀中文建会の副主任を務めていたが、避難するよう命令を受けた。しかしながら王林はこれを拒否し、戦争下において小説『腹地』を完成させた。小説『腹地』は1949年9月30日に天津新華書店から出版され、大きな反響を引き起こした。王林は『文藝報』の副編集長である陳企霞から批判を受け、再版を禁止された。小説『腹地』は中華人民共和国の設立後、批判を受けて出版禁止の扱いとなった最初の小説となった。
王林の死から1年後の1985年、解放軍文藝出版社は新版の発行を認めたが、内容は大きく改訂された。2007年、解放軍出版社は1949年版『腹地』を再出版した。